# Белоногие хомячки
Белоно́гие хомячки́, или оленьи хомячки (лат. Peromyscus), — род неотомовых хомяков трибы Reithrodontomyini.

## Распространение и места обитания
Распространены от южной Аляски через Канаду, смежные территории Соединенных Штатов и Мексики до Панамы. Они встречаются в различные местах обитания, прежде всего горных лесных районах и лугах в пустынных районах.

## Описание
Белоногие хомячки длиной от 7 до 17 см, ещё от 4 до 21 см приходится на хвост. Вес колеблется от 15 грамм у некоторых видов на севере области распространения до 110 г. Верхняя часть тела, как правило, золотого, серого или коричневого цвета, нижняя белая. Однако есть виды, которые почти полностью белые или чёрные. Уши большие и покрыты тонкими волосками, хвост волосатый и часто заканчивается кисточкой. Глаза сравнительно большие.

## Образ жизни
В основном ведут ночной образ жизни. Гнёзда некоторые виды строят из трав и другого растительного материала, другие виды укрываются в щелях и других укрытиях. Многие виды социальные и проживают в семейных или других малых группах. Рацион состоит из семян, орехов, фрукты, насекомых и других беспозвоночных и падали.
Большинство животных живёт 2 года, в неволе до 8 лет.

## Размножение
Если климат не слишком холодный или жаркий, размножаются круглый год. После примерно 21—27-дневной беременности самки рожают в среднем 3, 4 (1—9) детёнышей. Детёныши открывают глаза через две недели и отнимаются от груди в три–четыре недели. Может размножаться с возраста от 30 до 50 дней. В лаборатории самка даёт до 14 помётов в год.
Около ¾ сперматозоидов объединяются в небольшие группы при помощи своеобразных крючков. Десяток таких «альтруистов» двигается примерно на 50% быстрее единичной половой клетки, а значит, и цели достигает быстрее. У моногамных видов сперматозоиды распознают представителей своего вида, а у полигамных видов — даже принадлежность к одному отцу.

## Болезни человека
Эти грызуны являются переносчиками болезни Лайма (Borrelia burgdorferi), бубонной чумы и других болезней.

## Классификация
В род включают следующие виды:
- Группа californicus
  - Калифорнийский хомячок (Peromyscus californicus)
- Группа eremicus
  - Кактусовый хомячок (Peromyscus eremicus)
  - Гуарский хомячок (Peromyscus guardia)
  - Сен-лоранский хомячок (Peromyscus interparietalis)
  - Хомячок Дикки (Peromyscus dickeyi)
  - Ложноканьонный хомячок (Peromyscus pseudocrinitus)
  - Peromyscus eva
  - Монсератский хомячок (Peromyscus caniceps)
  - Хомячок Мерриама (Peromyscus merriami)
  - † Хомячок Пембертона (Peromyscus pembertoni)
- Группа hooperi
  - Peromyscus hooperi
- Группа crinitus
  - Каньонный хомячок (Peromyscus crinitus)
- Группа maniculatus
  - Олений хомячок (Peromyscus maniculatus)
  - Береговой хомячок (Peromyscus polionotus)[2]
  - Сантакрусский хомячок (Peromyscus sejugis)
  - Peromyscus keeni
  - Ситханский хомячок (Peromyscus sitkensis)
  - Черноухий хомячок (Peromyscus melanotis)
  - Хомячок Слевина (Peromyscus slevini)
  - Peromyscus nesodytes
- Группа leucopus
  - Белоногий хомячок (Peromyscus leucopus)
  - Хлопковый хомячок (Peromyscus gossypinus)
- Группа aztecus
  - Ацтекский хомячок (Peromyscus aztecus)
  - Peromyscus spicilegus
  - Хомячок Винкельмана (Peromyscus winkelmanni)
- Группа boylii
  - Гребенчатый хомячок (Peromyscus boylii)
  - Peromyscus levipes
  - Peromyscus schmidlyi
  - Peromyscus stephani
  - Техасский хомячок (Peromyscus attwateri)
  - Наяритский хомячок (Peromyscus simulus)
  - Трес-мариасский хомячок (Peromyscus madrensis)
  - Белоколенный хомячок (Peromyscus pectoralis)
  - Peromyscus polius
- Группа truei
  - Peromyscus truei
  - Peromyscus gratus
  - Peromyscus bullatus
  - Peromyscus nasutus
- Группа melanophrys
  - Peromyscus melanophrys
  - Болотный белоногий хомячок (Peromyscus perfulvus)
  - Пуэбласский хомячок (Peromyscus mekisturus)
- Группа furvus
  - Черноватый хомячок (Peromyscus furvus)
  - Краснобрюхий хомячок (Peromyscus ochraventer)
  - Майаский хомячок (Peromyscus mayensis)
- Группа megalops
  - Бурый хомячок (Peromyscus megalops)
  - Peromyscus melanurus
  - Черноногий хомячок (Peromyscus melanocarpus)
- Группа mexicanus
  - Мексиканский хомячок (Peromyscus mexicanus)
  - Peromyscus gymnotis
  - Гватемальский хомячок (Peromyscus guatemalensis)
  - Peromyscus zarhynchus
  - Большой хомячок (Peromyscus grandis)
  - Юкатанский хомячок (Peromyscus yucatanicus)
  - Хомячок Стиртона (Peromyscus stirtoni)